# マーク・モンゴメリー
マーク・ギャレット・モンゴメリー（Mark Garrett Montgomery, 1990年8月30日 - ）は、アメリカ合衆国・バージニア州ウィリアムズバーグ出身のプロ野球選手（投手）。右投右打。MLB・セントルイス・カージナルス傘下AAA級メンフィス・レッドバーズに所属している。

## 経歴

### プロ入りとヤンキース傘下時代
2011年、MLBドラフト11巡目（全体359位）でニューヨーク・ヤンキースから指名され入団。A-級スタテンアイランド・ヤンキースで4試合に登板し1セーブ、A級チャールストン・リバードッグスで22試合に登板し14セーブの成績だった。
2012年はA+級タンパ・ヤンキースで31試合に登板し4勝1敗14セーブ、AA級トレントン・サンダーで15試合に登板し3勝1敗1セーブの成績だった。
2013年はガルフ・コーストリーグ・ヤンキース（ヤンキース1・ヤンキース2）で計4試合で先発し、AAA級スクラントン・ウィルクスバリ・レイルライダースで25試合にリリーフ登板し、2勝3敗、防御率3.38だった。
2014年はAA級トレントンで17試合に登板し1勝2セーブ、AAA級スクラントン・ウィルクスバリで22試合に登板し1勝1敗2セーブ、防御率3.03だった。
2015年はAA級トレントンで39試合に登板し3勝3敗16セーブ、AAA級スクラントン・ウィルクスバリで7試合に登板し1勝1敗1セーブ、防御率1.17だった。
2016年は、スプリングトレーニングに招待選手として参加したが、メジャー昇格はなく、AAA級スクラントン・ウィルクスバリで18試合に登板し1勝2セーブ、防御率2.92、AA級トレントンで15試合に登板し1勝5セーブ、防御率2.14だった。

### カージナルス傘下時代
2017年4月3日、セントルイス・カージナルスとマイナー契約を結び、AAA級メンフィス・レッドバーズに配属された。